# Falsischnolea nigrobasalis
Falsischnolea nigrobasalis là một loài bọ cánh cứng trong họ Cerambycidae.